# Giuseppe De Santis
Giuseppe De Santis [De Santys] (11. února 1917 – 17. května 1997) byl italský režisér, představitel italského neorealismu.

## Dílo
- Tragický hon (1947) Vivi Gioi, Andrea Checchi
- Hořká rýže (1948) Raf Vallone, Silvana Mangano

- Není míru pod olivami (1949) Lucia Bose, Raf Vallone
- Řím v 11 hodin (1951) Lucia Bose, Carla Del Poggio
- Ženich pro Annu Zaccheovou (1953) Silvana Pampanini, Massimo Girotti
- Dny lásky (1954) Marina Vlady, Marcello Mastroianni
- Lidé a vlci (1956) Silvana Mangano, Yves Montand; koprodukce s Francií
- Garsoniéra (1960) Raf Vallone, Eleonora Rossi Drago
- Šli na východ (1963) Raffale Pisu, Tatjana Somojlova